# 博博塔鄉 (瑟拉日縣)

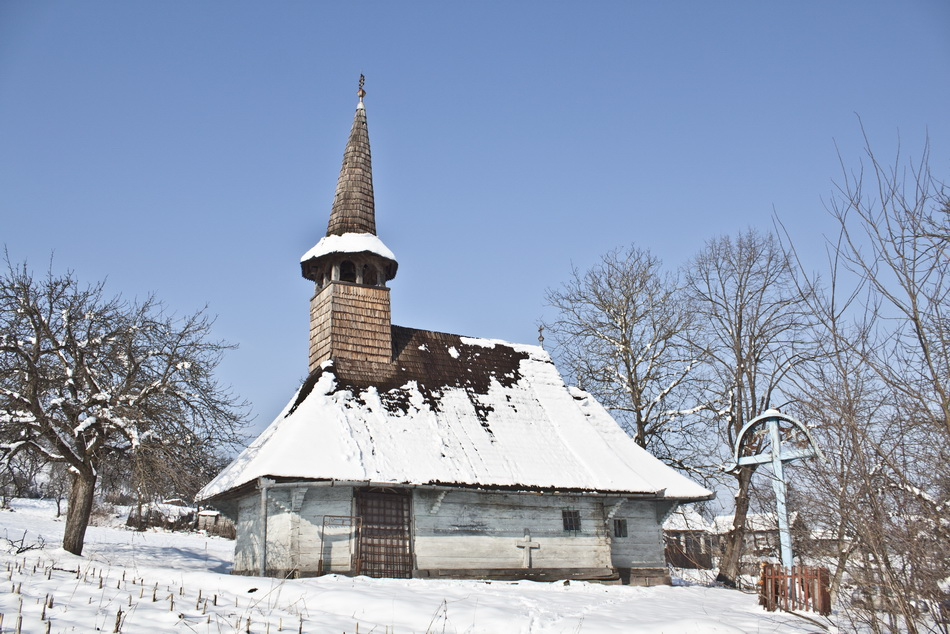

47°23′N 22°46′E / 47.383°N 22.767°E
博博塔鄉（羅馬尼亞語：Comuna Bobota, Sălaj），是羅馬尼亞的鄉份，位於該國西北部，由瑟拉日縣負責管轄，面積70平方公里，海拔高度184米，2007年人口3,940，人口密度每平方公里56人。